# Edward Cichocki

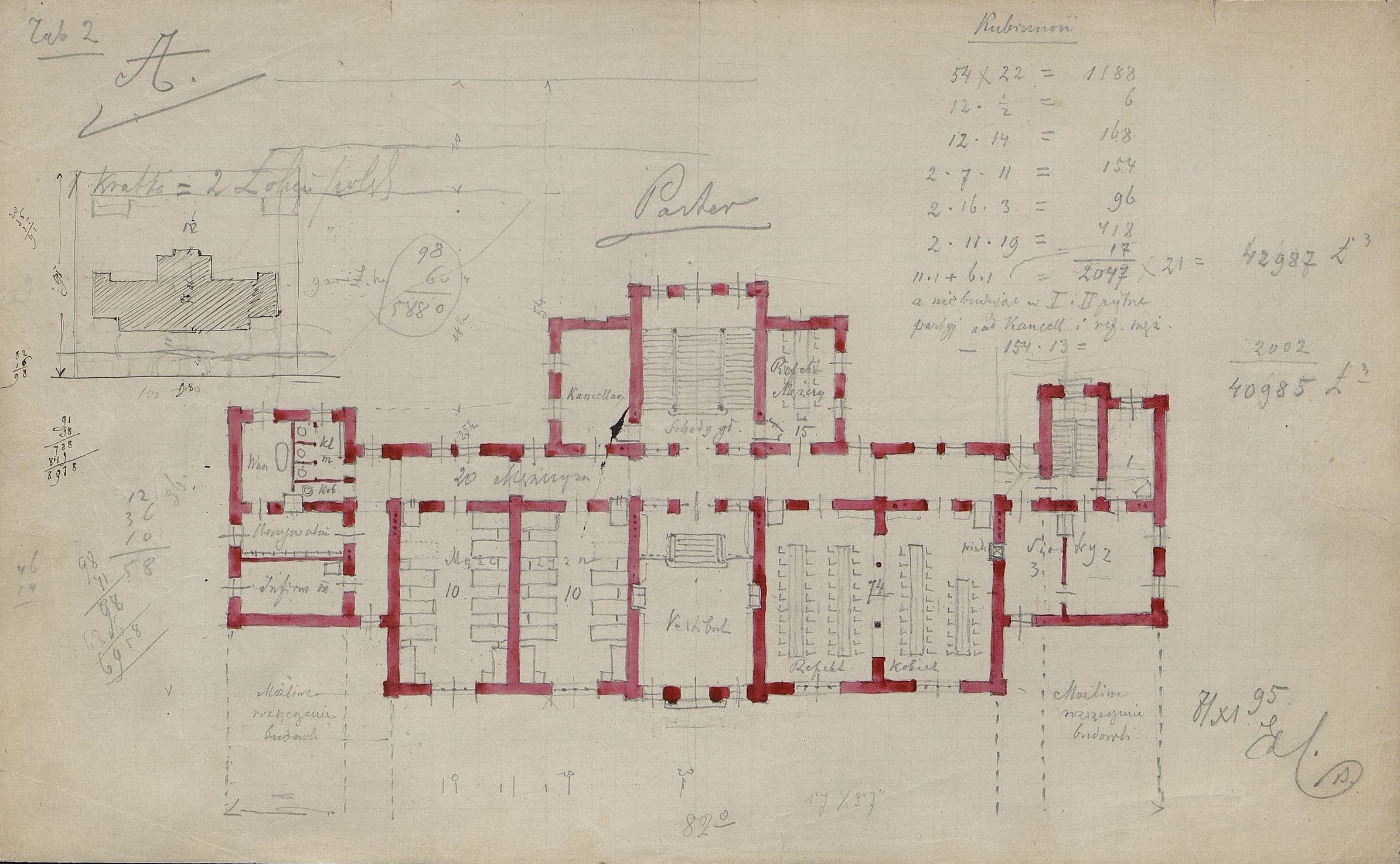
1895. Szkic Edwarda Cichockiego do projektu budowy domu przytułku dla Starców obojej płci w Warszawie przy ulicy Solec 36a. Parter.

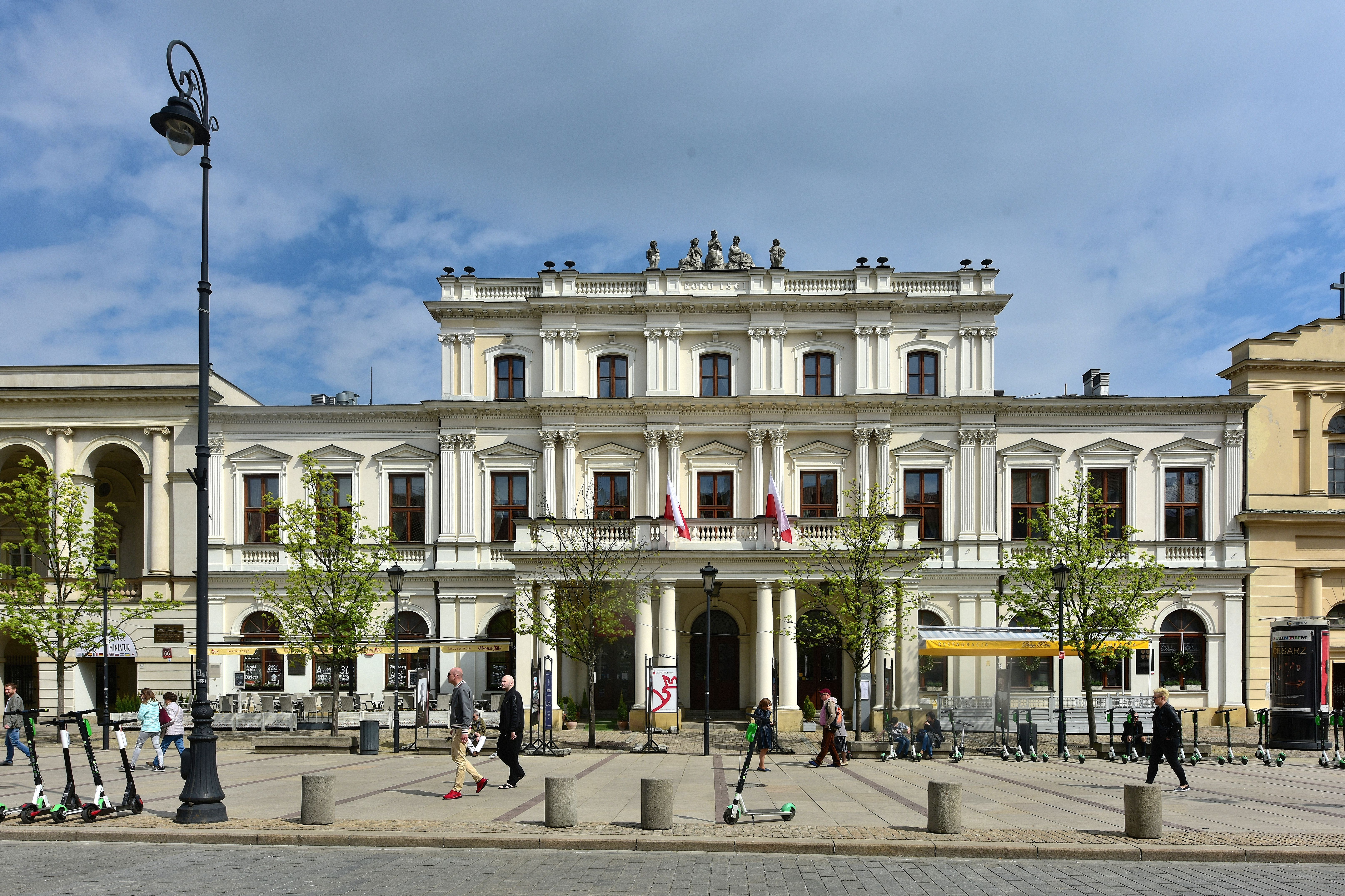
Resursa Obywatelska w Warszawie

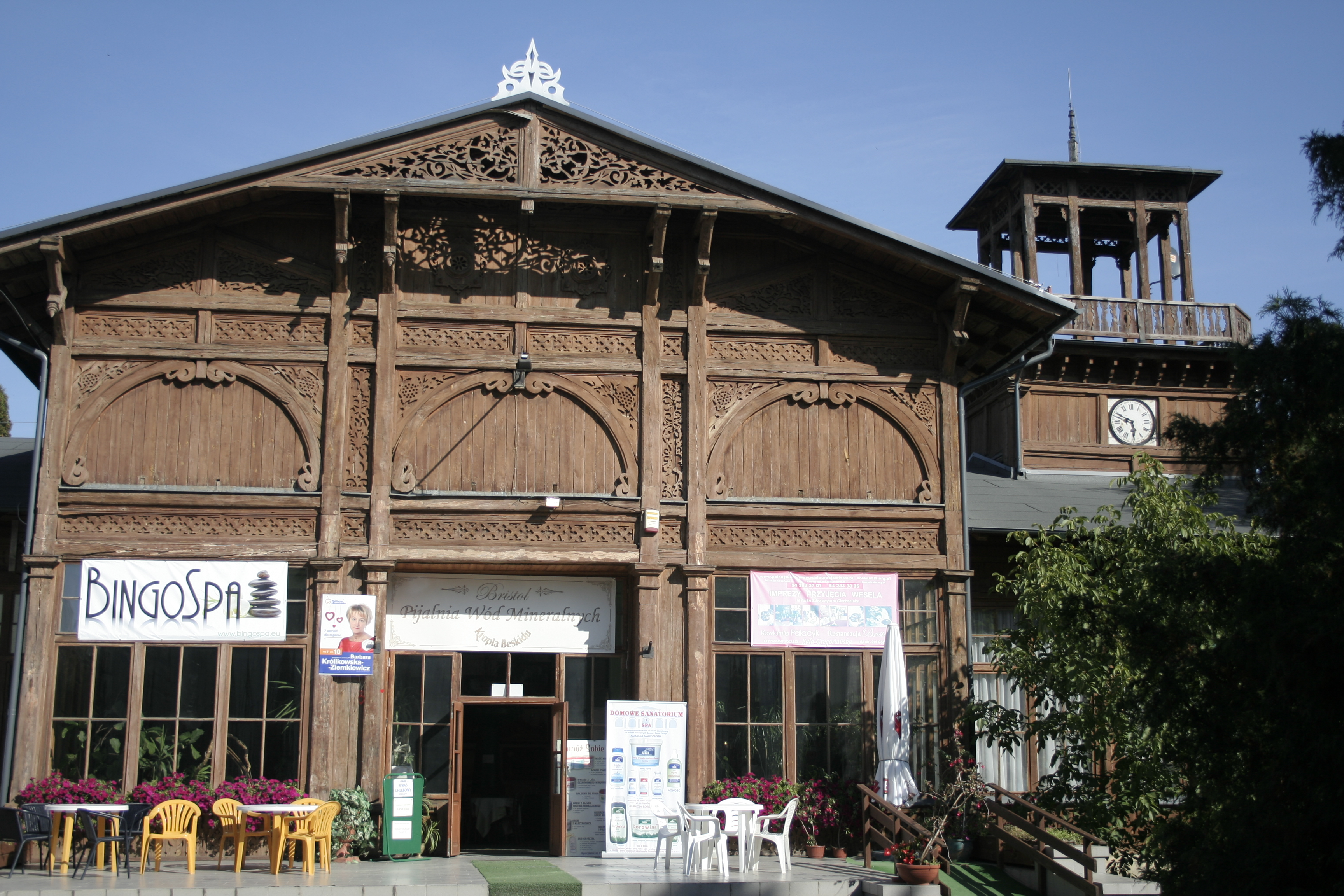
Pijalnia Wód Mineralnych w Parku Zdrojowym w Ciechocinku

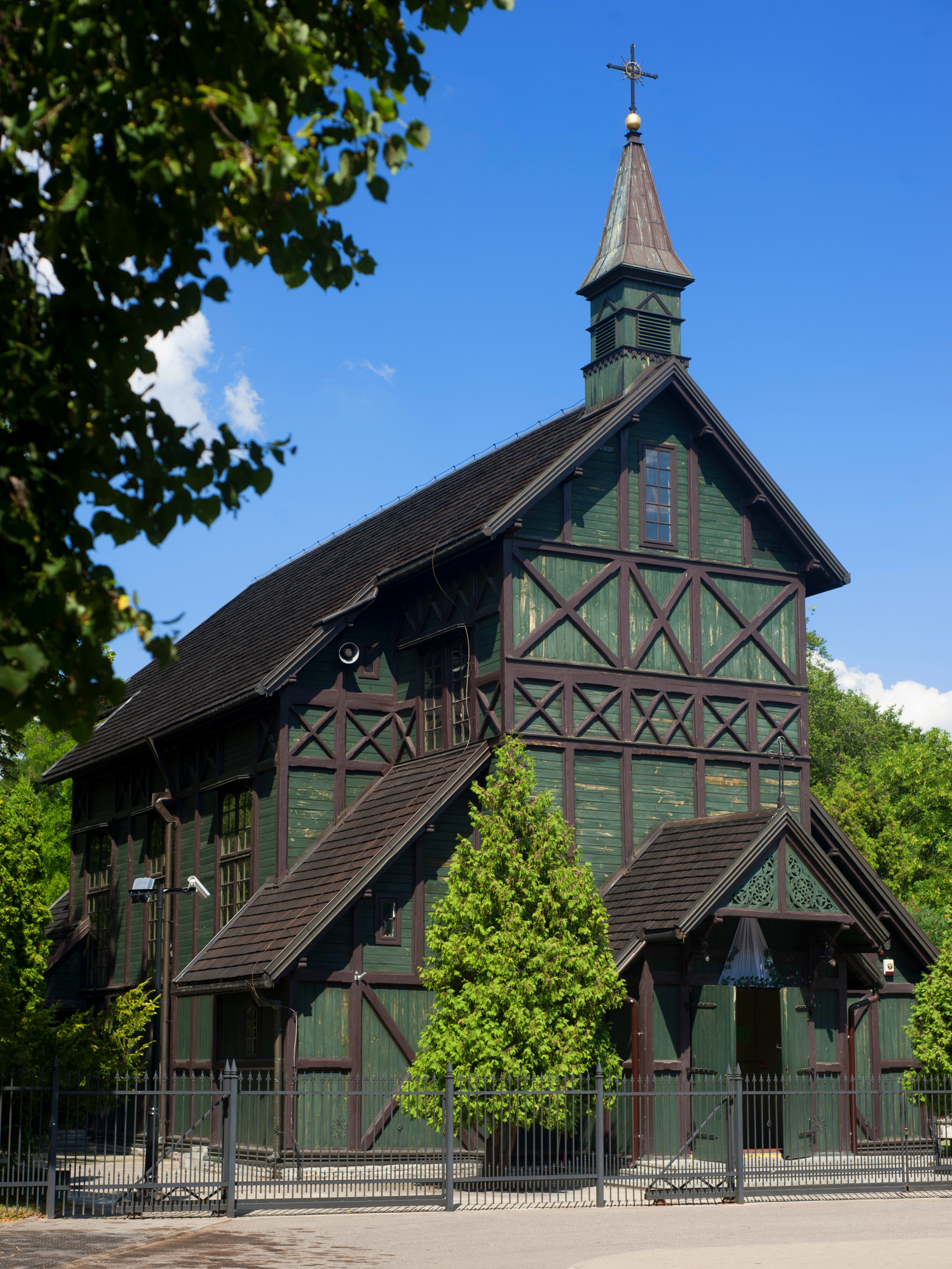
Kościół św. Wincentego à Paulo na cmentarzu Bródnowskim w Warszawie. Do jego budowy wykorzystane zostało drewno sosnowe, służące uprzednio za rusztowania przy remoncie kolumny Zygmunta III Wazy

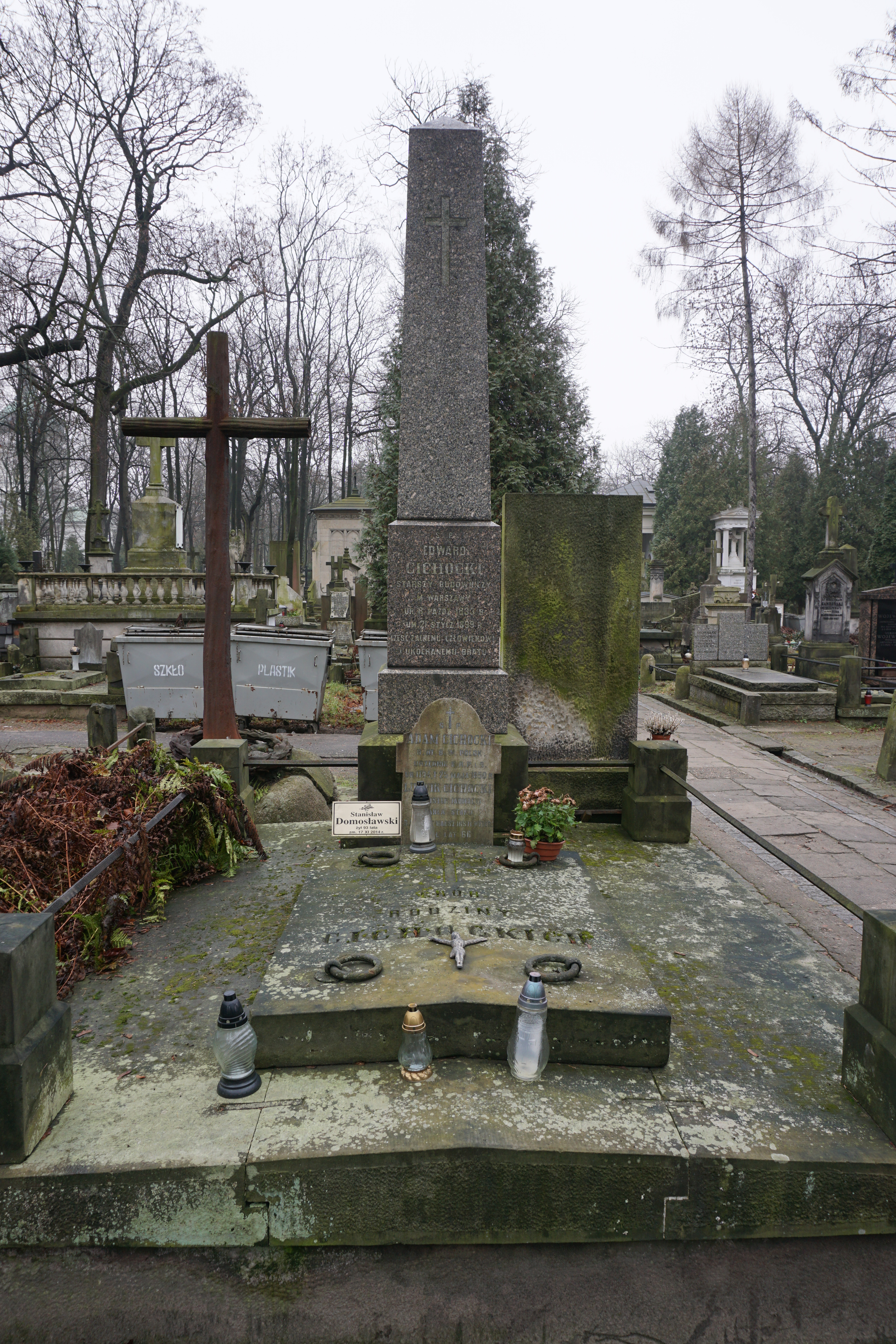
Grób Edwarda Cichockiego na cmentarzu Powązkowskim

Edward Cichocki (ur. 8 października 1833 w Warszawie, zm. 21 stycznia 1899 tamże) – warszawski architekt.

## Życiorys
Był synem Adama i Małgorzaty z Raciborskich. Ukończył warszawską Szkołę Sztuk Pięknych. Po studiach, w 1853 rozpoczął pracę w Komisji Rządowej Spraw Wewnętrznych i Duchownych. Egzamin na budowniczego I stopnia złożył w 1854, a patent wolno praktykującego budowniczego II klasy otrzymał w 1860. W latach 60. podróżował po Niemczech, Włoszech, Francji i Austrii w celu pogłębienia wiedzy. Po powrocie, w 1866 roku zdał z wyróżnieniem egzamin na architekta III stopnia. W 1876 rozpoczął pracę w magistracie Warszawy jako pomocnik inżyniera magistratu, a w 1882 został tamże starszym architektem.
Praktykował pod kierunkiem Henryka Marconiego przy projekcie gmachu Towarzystwa Kredytowego Ziemskiego w Warszawie (za co – wspólnie z Edwardem Lilpopem – otrzymał II nagrodę; projekt nie został zrealizowany). Wraz z Adolfem Schimmelpfennigiem, Janem Heurichem i Zygmuntem Kiślańskim wygrał w 1864 konkurs na projekt odbudowy spalonego w powstaniu styczniowym warszawskiego ratusza (PałacU Jabłonowskich) na Placu Teatralnym. Miał to być wielki, neogotycki kompleks, zajmujący prawie całą północną pierzeję placu. Ingerencje wojskowych władz rosyjskich uniemożliwiły realizację tego projektu. W 1869 wykonał projekt teatru ludowego w konkursie Towarzystwa Zachęty Sztuk Pięknych oraz projekt gmachu tego towarzystwa.
Został pochowany na cmentarzu Powązkowskim w Warszawie, kwatera 24-2-29/30.

## Zrealizowane prace
- gmach Resursy Obywatelskiej na Krakowskim Przedmieściu w Warszawie (pod numerem 64), wzniesiony przez Leona Karasińskiego, który w jego projekcie poczynił pewne zmiany (1860-1861), obecnie mieści się tam Towarzystwo Współpracy z Polonią Zagraniczną „Polonia”
- gmach Zakładu Wodociągów Praskich w Warszawie przy ul. ks. I.Kłopotowskiego w Warszawie (ok. 1868, wspólnie z Zygmuntem Kiślańskim)
- neogotycki kościół świętych Apostołów Piotra i Pawła w Ciechocinku (1874)
- neogotycki kościół w Rożniszewie nad Pilicą (ok. 1880) (razem z Janem Hanzem)
- nowy budynek galerii spacerowej w Parku Zdrojowym w Ciechocinku (ok. 1880), zaprojektowany w stylu szwajcarskim i ozdobiony bogato rzeźbionymi, misternie ornamentowanymi detalami. Po wybudowaniu drewno było pomalowane – były ciemne i jasne elementy. W skład galerii weszły również: pijalnia wód mineralnych, w której do dziś jest źródło nr 10 z solanką 1%, długa galeria spacerowa i sala kuracyjna (Kursaal) – stąd popularna nazwa obiektu – Kursal. Ta ostatnia służyła przez długie lata za dnia jako czytelnia zakładowa, a wieczorami urządzano tu bale, koncerty i odczyty. Przy sali mieściły się buduary dla pań. Na wieży umieszczono zegar warszawskiej firmy „Babczyński”. Trzypiętrowa wieża została utrwalona w XIX w. przez Ksawerego Pillatiego. W 1908 w galerii spacerowej staraniem Towarzystwa Przyjaciół Ciechocinka odbyła się I Krajowa Wystawa Zdrojowa[3]
- kościół św. Piotra i Pawła parafii św. Barbary na Koszykach w Warszawie (1883); był to kościół zaprojektowany w stylu neoromańskim, trzynawowy, na planie krzyża, z ośmioma charakterystycznymi ołtarzami – kapliczkami, świątynia była ogromną budowlą jak na ówczesne czasy, mogącą pomieścić 3000 osób; po wojnie odbudowany według nowego projektu
- neogotycki kościół św. Benedykta w Płocku (Radziwie)
- neogotycki kościół Matki Boskiej Częstochowskiej w Soczewce
- kościół św. Wincentego à Paulo na cmentarzu Bródnowskim w Warszawie (1887–1888)
- neoromański kościół św. Augustyna w Warszawie. (1891–1896, wspólnie z Józefem Hussem); kościół powstał pod koniec XIX wieku dzięki hojności hrabiny Aleksandry Potockiej. W świątyni zaprojektowano trzy nawy i wysoką na 70 metrów wieżę. Pierwsza msza święta została odprawiona 10 grudnia 1896. Kościół ten przetrwał II wojnę światową, jako praktycznie jedyny obiekt warszawskiego getta.

Ponadto:
- kierował rekonstrukcją kolumny Zygmunta III Wazy w Warszawie w latach 1885–1887[4],
- uczestniczył jako juror w wielu konkursach, np. na:
  - projekt kaplicy Karola Scheiblera na Starym Cmentarzu parafii ewangelicko-augsburskiej św. Mateusza w Łodzi[5]
  - projekt kościoła katedralnego św. Michała Archanioła i św. Floriana w Warszawie[6]
  - rozbudowę kościoła św. Aleksandra w Warszawie (1883)[7].

## Ważniejsze publikacje
- O budowaniu z cegieł wapienno-piaskowych, „Gazeta Rolnicza”, 1861
- Dachy darniowe, „Rocznik Gospodarstwa Krajowego”, 1862
- Wynagrodzenie budowniczych, „Przegląd Techniczny”, 1882
- Przebudowa pomnika króla Zygmunta III w Warszawie, „Przegląd Techniczny”, 1889
- Kąpiele ludowe natryskowe, „Przegląd Techniczny”, 1889
- Rozporządzenie policyjno-budowlane, tyczące się budowy i urządzania teatrów, cyrków, i lokali na zebrania publiczne w Państwie Pruskim, Przegląd Techniczny, 1890.